# Parama Island
Parama Island (früher Bampton Island) ist eine Insel nahe der Südküste von Papua-Neuguinea. Sie liegt 17 km östlich von Daru Island, auf der die Provinzhauptstadt der Westprovinz liegt, am südlichen Ende des Fly-River-Deltas, und gilt gleichzeitig als die nördlichste der Torres Strait Islands. Bampton Point, das Südkap der Insel, markiert die Südwestecke des Golf von Papua. Das Korallenmeer liegt im Südosten.
Die Torres-Straße ist im Süden und Südwesten, speziell der Great Northeast Channel, der Parama Island von der nächstgelegenen australischen (Queensland) Insel trennt (und damit auch vom Großen Barriereriff), nämlich von Bramble Cay, 48 km ostsüdöstlich.
Parama weist eine ungefähr rechteckige Form auf, ist 9,6 km lang und bis zu 5,7 km breit, bei einem Umfang von 27,7 km und einer Fläche von 37 km². Die Insel ist niedrig, flach und von Mangroven bewachsen. Sie ist von der Hauptinsel Neuguinea durch die Toro Passage getrennt, die 400 bis 700 Meter breit und sieben Kilometer lang ist, und 1,8 bis 5,5 Meter tief.
Verwaltungsmäßig gehört die Insel zur Kwai Rural LLG (Local Level Government area) des South Fly Districts in der Western Province.
Die gesamte Bevölkerung von 441 (Zensus 2000) lebt im Dorf Parama an der Ostküste am Golf von Papua. Für 1991 wurde eine Bevölkerung von 240 angegeben. Nur ein kleines Gebiet um das Dorf wird landwirtschaftlich genutzt. Das Dorf besteht aus sechs Clanbezirken. Die Clans, die auch Namen von Tieren tragen, von Nord nach Süd (1991):
1. Doriomu (Shark, früher Tebere) (die Schule liegt westlich außerhalb des Clanbezirks)
2. Maruadai (Marowadai) (Cassowary) (mit der United Church)
3. Hegeredai (Dingo)
4. Oromorubi (Dog)
5. Miaridai (Crocodile) (mit dem Hospital)
6. Gaidai (Eagle)

Eine neuere Liste (1995) weist nur noch fünf Clans nach und ersetzt dabei Hegeredai und Oromorubi durch Sobogu.
Ebenfalls von 1995 datiert die Liste von fünf Clans in einer Dissertation, jeweils mit Angabe der Haushalte pro Clan (insgesamt 58 Haushalte):
- Doriomo (7)
- Marawadai (13)
- Oromorubi (12)
- Mearidai (20)
- Gaidai (6)

Ursprünglich war von drei Dörfern Bugido, Tetebe und Auo Mouro die Rede.
Im Südwesten der Insel liegt Gaziro (Gasiri), ein temporäres Fischerlager, das auch von der Bevölkerung der Hauptinsel genutzt wird.
Das Saumriff an der Ostküste vor dem Dorf, das home reef, ist örtlich unter Podomaza bekannt.
Worimo Reef, ein trockenfallendes Riff mit Felsen und Sand, über dem während der Südostwinde die Wellen brechen, befindet sich acht Kilometer südöstlich von Bampton Point. Es erstreckt sich weiter zu den Merrie England Shoals, mit Tiefen von weniger als zwei Metern.
Ellengowan Rock, ein untermeerischer Felsen mit einer Wassertiefe von nur 1,1 Metern, liegt 11 Kilometer östlich von Parama Island.